# Stadt (Dokumentarfilm)
Stadt ist ein deutscher Dokumentarfilm von Timo Großpietsch aus dem Jahr 2015. Er zeigt künstlerisch einen Tag und eine Nacht in der Stadt Hamburg.

## Inhalt
Stadt porträtiert das Leben in Hamburg auf ungewohnte Weise. Fragmentarische, stumme Momentaufnahmen von Menschen oder Abläufe von Produktionsprozessen. Ein Tag und eine Nacht in einer Stadt. Ein filmisches und musikalisches Kaleidoskop der Großstadt als Parabel auf das moderne Leben. Die Musik zu Stadt ist eine Neukomposition von Vladyslav Sendecki. Der Film hatte seine Weltpremiere auf dem Filmfest Hamburg 2015, wo der Soundtrack live von der NDR Bigband aufgeführt wurde.

## Rezeption und Kritik
Filmdienst meint: „Der experimentelle Dokumentarfilm rekurriert auf Walter Ruttmanns „Berlin – Die Sinfonie der Großstadt“ (1927), zeigt sich aber in Bildgestaltung und Technikeinsatz heutigen Standards verpflichtet. Das führt teilweise zu einer etwas glatten Ästhetik, dennoch gelingt ein Abbild der modernen Arbeitswelt in einer Metropole, in der die Menschen in den Arbeitsprozessen immer marginalisierter wirken“.
taz meint: „Der subjektive Blick eines guten Fotografen macht eine der Qualitäten des Films aus: Anderthalb Jahre lang hat Großpietsch an 50 Drehorten gefilmt, aber die vielleicht noch schwierigere Aufgabe bestand darin, dieser Masse an Bildern und Impressionen im Schnitt eine Form zu geben“.